# 2019년 로스앤젤레스 영화 비평가 협회상
제45회 로스앤젤레스 영화 비평가 협회상은 2019년 12월 8일에 열린 시상식이다.

## 수상 및 후보

### 작품상
- 기생충 - 봉준호 수상

### 감독상
- 기생충 - 봉준호 수상

### 남우주연상
- 페인 앤 글로리 - 안토니오 반데라스 수상

### 여우주연상
- 다이앤 - 메리 케이 플레이스 수상

### 남우조연상
- 기생충 - 송강호 수상

### 여우조연상
- 허슬러 - 제니퍼 로페즈 수상

### 각본상
- 결혼 이야기 - 노아 바움백 수상

### 촬영상
- 타오르는 여인의 초상 - 클레어 마손 수상
- 애틀란틱스 - 클레어 마손 수상

### 미술상
- 원스 어폰 어 타임... 인 할리우드 - 바바라 링 수상

### 편집상
- 아폴로 11 - 토드 더글라스 밀러 수상

### 음악상
- 내 몸이 사라졌다 - 댄 레비 수상

### 외국어영화상
- 페인 앤 글로리 - 페드로 알모도바르 수상

### 다큐멘터리상
- 아메리칸 팩토리 - 스티븐 보그너 외 1명 수상

### 애니메이션상
- 내 몸이 사라졌다 - 제레미 클라핀 수상

### 독립영화상
- 더 지베르니 도큐먼트 - 자토비아 가히 수상

### 신인상
- 더 라스트 블랙 맨 인 샌프란시스코 - 조 탈보트 외 2명 수상

### 공로상
- 일레인 메이 수상